# 1. ceremonia wręczenia Złotych Globów
1. ceremonia wręczenia Złotych Globów odbyła się w styczniu 1944 roku w studiach 20th Century Fox w Los Angeles. 

## Laureaci
- Najlepszy film: Pieśń o Bernadette
- Najlepszy aktor: Paul Lukas – Straż nad Renem
- Najlepsza aktorka: Jennifer Jones – Pieśń o Bernadette
- Najlepszy aktor drugoplanowy: Akim Tamiroff – Komu bije dzwon
- Najlepsza aktorka drugoplanowa: Katina Paksinu – Komu bije dzwon
- Najlepsza reżyseria: Henry King – Pieśń o Bernadette